# Randers (stad)
Randers is een stad in de Deense regio Midden-Jutland, gemeente Randers, en telt 59.391 inwoners (2007).
De grootste onderneming van Randers is Vestas, een producent van windturbines. In de stad is Memphis Mansion gevestigd, een museum dat is gewijd aan Elvis Presley.
De plaatselijke voetbalclub Randers FC speelt  in de Superliga, en beschikt voor thuiswedstrijden over  het AutoC Park Randers stadion.

## Geboren
- Peter Christian Knudsen (1848-1910), politicus
- Otto Jespersen (1860-1943), taalkundige
- August Busck (1870-1944), entomoloog
- Leo Nielsen (1909-1968), wielrenner
- Jens Otto Krag (1914-1978), politicus
- Inger Exner (1926), Deens architecte
- Jörgen Petersen (1931-2009), Fins trompettist en componist
- Flemming Jørgensen (1947-2011), popzanger en acteur
- Morten Bisgaard (1974), voetballer
- Jens-Erik Madsen (1981), wielrenner
- Emmelie de Forest (1993), zangeres & winnares van het Eurovisiesongfestival 2013
- Nicolai Brock-Madsen (1993), voetballer
- Mads Würtz Schmidt (1994), wielrenner
- Signe Bruun (1998), voetbalster

- Bibsys: 2055745
- Gemeinsame Normdatei: 4425213-4
- Library of Congress Control Number: n79097415
- MusicBrainz: d3fe8904-3cf1-4bfd-ab22-ec19b1def2a2
- Nationale Bibliotheek van Israël: 987007550339705171
- Virtual International Authority File: 236543505
- WorldCat: E39PBJq6YqTk4tqvw9fvtybw4q